# Grove Dictionary of Music and Musicians
Le Grove Dictionary of Music and Musicians est un dictionnaire encyclopédique de la musique et des musiciens. Le Grove, en anglais, et Die Musik in Geschichte und Gegenwart (MGG) (La Musique dans l'histoire et le présent), en allemand, sont les deux ouvrages les plus complets sur la musique occidentale.

## Histoire
Il doit son nom à George Grove (1820-1900), un musicologue anglais qui coordonna la première édition de l'ouvrage, publié entre 1879 et 1889 en 4 volumes et un supplément sous le titre de A Dictionary of Music and Musicians, et pour lequel un tirage en réimpression parut ensuite légèrement remanié en 1900.
Sous la coordination de John Alexander Fuller Maitland (1856-1936) le dictionnaire prend alors le nom de Grove's Dictionary of Music and Musicians, en hommage à son instigateur, et connaît une édition en 5 volumes entre 1904 et 1910. Viennent ensuite une troisième édition en 1927 (en 5 volumes), une quatrième en 1940 (en 5 volumes et 1 supplément), toutes deux sous la direction d'H. C. Colles (en) (1879-1943), puis une cinquième édition en 1954 (sous la direction d'Eric Blom).
L'encyclopédie prend ensuite le nom de The New Grove Dictionary of Music and Musicians en 1980, avec une édition considérablement enrichie sous la coordination de Stanley Sadie : 20 volumes contenant ainsi 97 % de textes nouveaux. Si cette édition consacre définitivement le Grove au rang de référence dans le monde musical, une curiosité s'y glisse en la personne du compositeur danois fictif Dag Henrik Esrum-Hellerup, dont la notice biographique crédible rédigée par le spécialiste des musiciens scandinaves Robert Layton passe le test de la relecture et est donc imprimée en l'état, avec comme référence bibliographique un prétendu ouvrage d'André Pirro consacré au compositeur, Esrum-Hellerup : sa vie et son œuvre (Paris, 1909).
Une seconde et dernière édition de l'encyclopédie sous cette nouvelle appellation paraît en 2001 en format papier, les mises à jour s'effectuant désormais en ligne.

## Aujourd'hui
The New Grove Dictionary of Music and Musicians, The New Grove Dictionary of Opera (1992), et The New Grove Dictionary of Jazz font partie de la version en ligne Grove Music Online depuis 2001. Elle s'appelle Oxford Music Online depuis 2008 et comprend aussi l'Encyclopedia of Popular Music. Selon le site officiel, la version en ligne comprend plus de 55 000 articles de 6 000 contributeurs, des listes complètes d’œuvres, 33 000 biographies et plus de 500 exemples audio compatibles avec Sibelius ; chaque article peut comporter des liens externes.